# Korzeniówka pospolita
Korzeniówka pospolita (Monotropa hypopitys) – gatunek z rodziny wrzosowatych (czasem włączany do wyodrębnianej rodziny korzeniówkowatych Monotropaceae). Występuje w strefie umiarkowanej na całym niżu w Europie (w Polsce na całym obszarze), spotkać można ją również w Azji, Ameryce Północnej i Środkowej. Znana też jako korzeniówka owłosiona.

## Morfologia

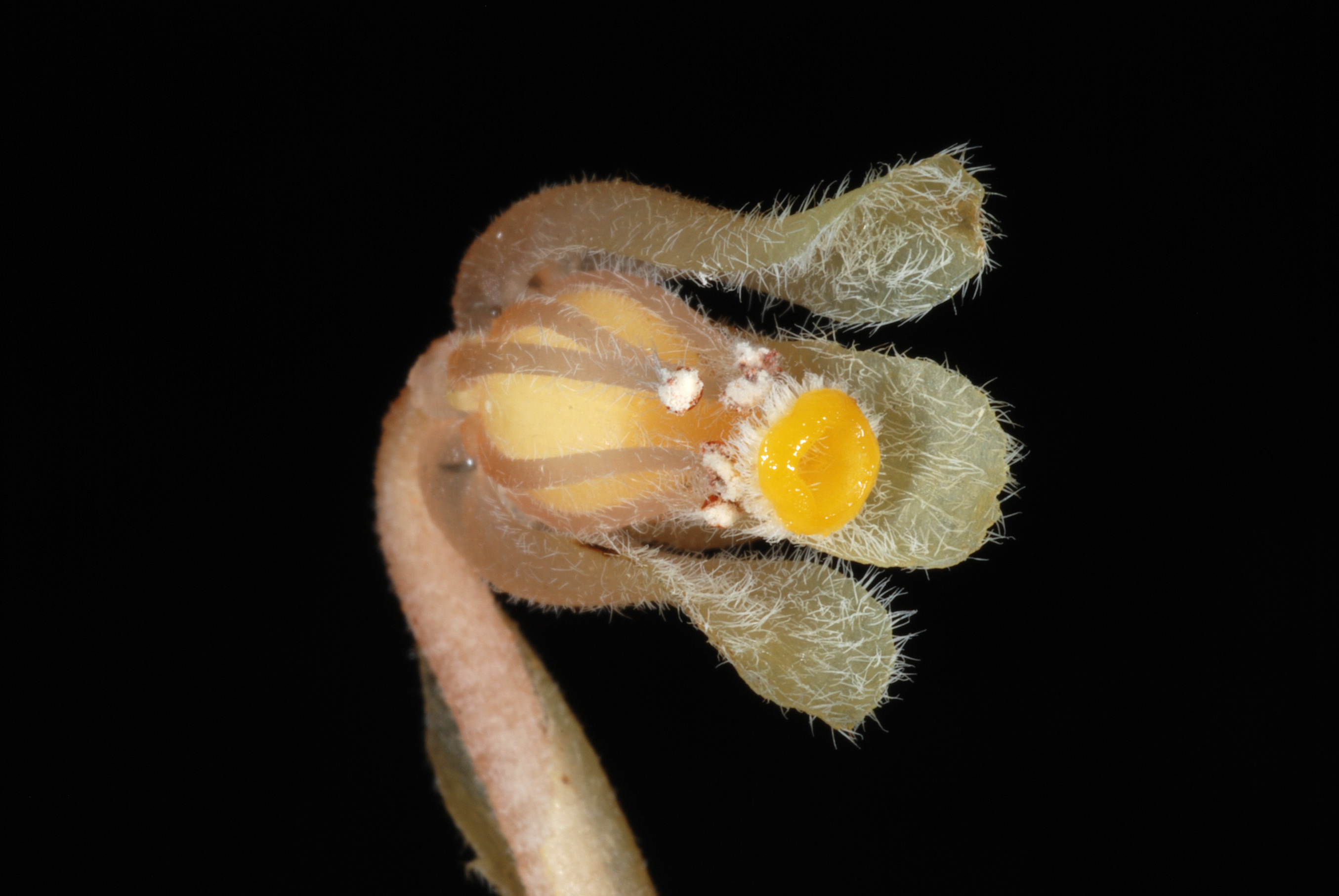
Kwiat (z usuniętym jednym płatkiem)

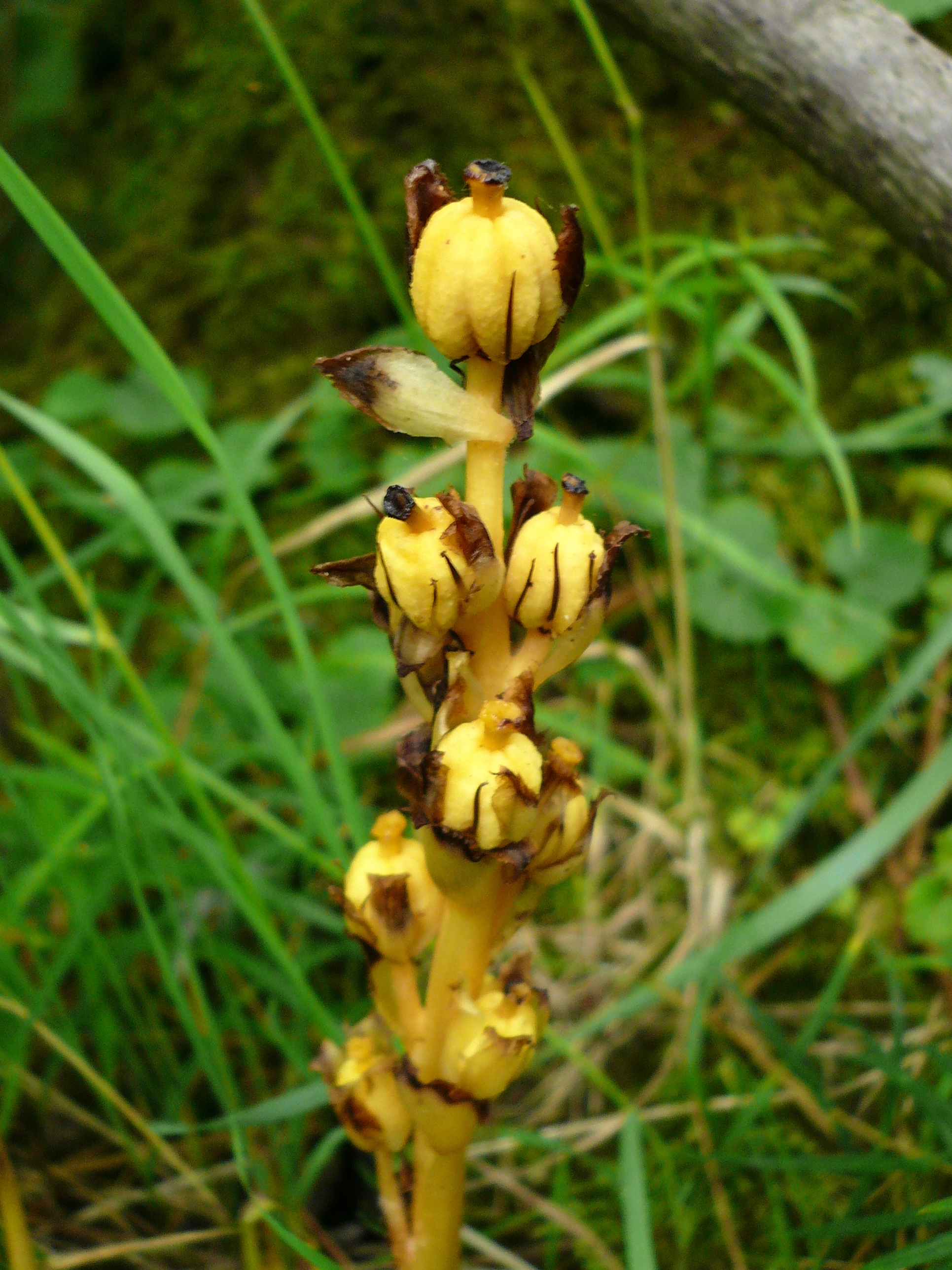
Roślina owocująca

PokrójRoślina bezzieleniowa, wysokości 15–30 cm.
ŁodygaBladożółte, woskowate, kruche łodygi wyrastające bezpośrednio z gleby, obrośnięte liśćmi,
KłączeRozgałęzione, mięsiste, o zapachu wanilii. Wyrastające z nich korzenie są pozbawione włośników.
LiścieŻółtawe lub białawe, nie są organami asymilacyjnymi – nie zawierają chlorofilu, mogą zmieniać kolor na ciemnobrązowy. Liście są łuskowate i zredukowane, przylegające do łodygi.
KwiatyDzwonkowate, kubkowate, stulone, osadzone na bardzo krótkich szypułkach, zebrane w szczytowe, jednostronnie zwisłe grono na końcu łodygi. Kwiaty są obupłciowe, promieniste, zróżnicowane na kielich i koronę. Płatków jest dwa razy mniej niż pręcików, a słupek jeden, górny, przeważnie zbudowany z 5 owocolistków, zalążnia podzielona na komory, przekształca się po zapyleniu w jagodę lub suchą torebkę. Nasiona są drobne, ze słabo wykształconym zarodkiem. Przekwitłe kwiaty usychają, lecz nie opadają, okrywając torebki z nasionami.

## Biologia i ekologia

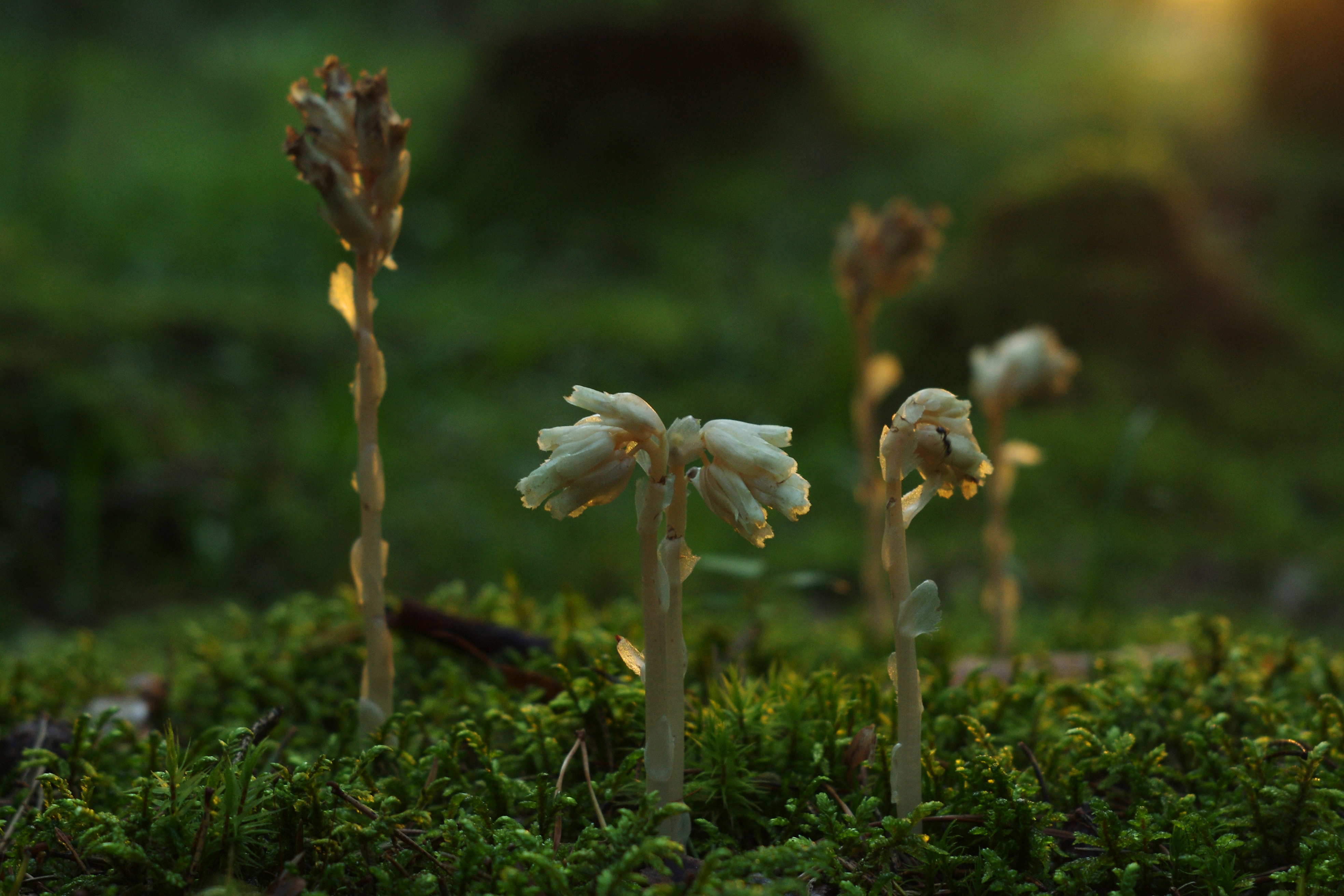
Korzeniówka kwitnąca na pierwszym planie i owocująca na drugim

Bylina. Występuje zwykle w miejscach cienistych i wilgotnych, w których gleba ma grubą warstwę próchnicy. Występuje w lasach zarówno liściastych, jak i iglastych. Jest myko-heterotrofem – odżywia się dzięki związkom z tkankami grzybów. Ich strzępki obrastają bardzo dokładnie korzenie rośliny, które wnikają za pomocą ssawek do komórek skórki. Ssawka dochodzi do jądra komórkowego, później jej koniec pęka, a roślina trawi zawartość. W ten sposób korzeniówka pospolita zaopatruje się w potrzebne do rozwoju związki organiczne. Nie do końca rozwiązanym problemem jest, czy grzyb pobiera je z gleby, czy od innych roślin. Grzyb może jednocześnie prowadzić mikoryzę z korzeniówką pospolitą oraz z drzewami. Część składników, które pobiera od tych drzew, przekazuje korzeniówce. W takim przypadku byłaby więc pasożytem pośrednim drzew leśnych. Korzeniówka pospolita kwitnie w okresie letnim, od czerwca do sierpnia.